# Pressigny-les-Pins
Pressigny-les-Pins is een gemeente in het Franse departement Loiret (regio Centre-Val de Loire) en telt 383 inwoners (1999). De plaats maakt deel uit van het arrondissement Montargis.

## Geografie
De oppervlakte van Pressigny-les-Pins bedraagt 12,0 km², de bevolkingsdichtheid is 31,9 inwoners per km².
De onderstaande kaart toont de ligging van Pressigny-les-Pins met de belangrijkste infrastructuur en aangrenzende gemeenten.

## Demografie
Onderstaande figuur toont het verloop van het inwonertal (bron: INSEE-tellingen).